# Gruen Guild Playhouse
Gruen Guild Playhouse (anche Gruen Playhouse) è una serie televisiva statunitense in 27 episodi trasmessi per la prima volta nel corso di 2 stagioni dal 1951 al 1952.
È una serie di tipo antologico sponsorizzata da Gruen Jewelers of America in cui ogni episodio rappresenta una storia a sé. Gli episodi sono storie di genere drammatico. Tra gli interpreti: Raymond Burr, Bonita Granville, Ann Rutherford, Bruce Cabot, Ron Randell, Frances Bavier, James Mitchell, Andrea King.

## Produzione
La serie fu prodotta da American Broadcasting Company, DuMont Television Network e Revue Studios e girata nei Revue Studios a Los Angeles e a Hollywood in California.

### Registi
Tra i registi sono accreditati:
- Richard Irving in 17 episodi (1951-1952)
- Bob Finkel in 6 episodi (1952)
- Axel Gruenberg in 2 episodi (1951)
- Leslie H. Martinson in 2 episodi (1952-1953)
- Norman Lloyd in 2 episodi (1952)
- Robert G. Walker in 2 episodi (1953)

### Sceneggiatori
Tra gli sceneggiatori sono accreditati:
- Howard J. Green in 8 episodi (1951-1952)
- Axel Gruenberg in 3 episodi (1951-1952)
- Fenton Earnshaw in 3 episodi (1952-1953)
- James Gunn in 3 episodi (1952-1953)
- Nelson Bond in 3 episodi (1952)
- August Derleth in 3 episodi (1952)
- Lawrence Kimble in 3 episodi (1952)
- Howard Irving Young in 2 episodi (1951-1952)
- Norman Archer in 2 episodi (1951)
- Gordon Gordon in 2 episodi (1952)
- Mildred Gordon in 2 episodi (1952)

## Distribuzione
La serie fu trasmessa negli Stati Uniti dal 27 settembre 1951 al 23 settembre 1952 sulle reti televisive ABC e DuMont. La serie fu poi trasmessa in repliche con i titoli Gruen Guild Theater, Chevron Theatre, Your Play Time e Gruen Guild Theatre.

## Episodi
| Stagione         | Episodi | Prima TV USA |
| ---------------- | ------- | ------------ |
| Prima stagione   | ?       | 1951         |
| Seconda stagione | ?       | 1952         |